# Strontrace

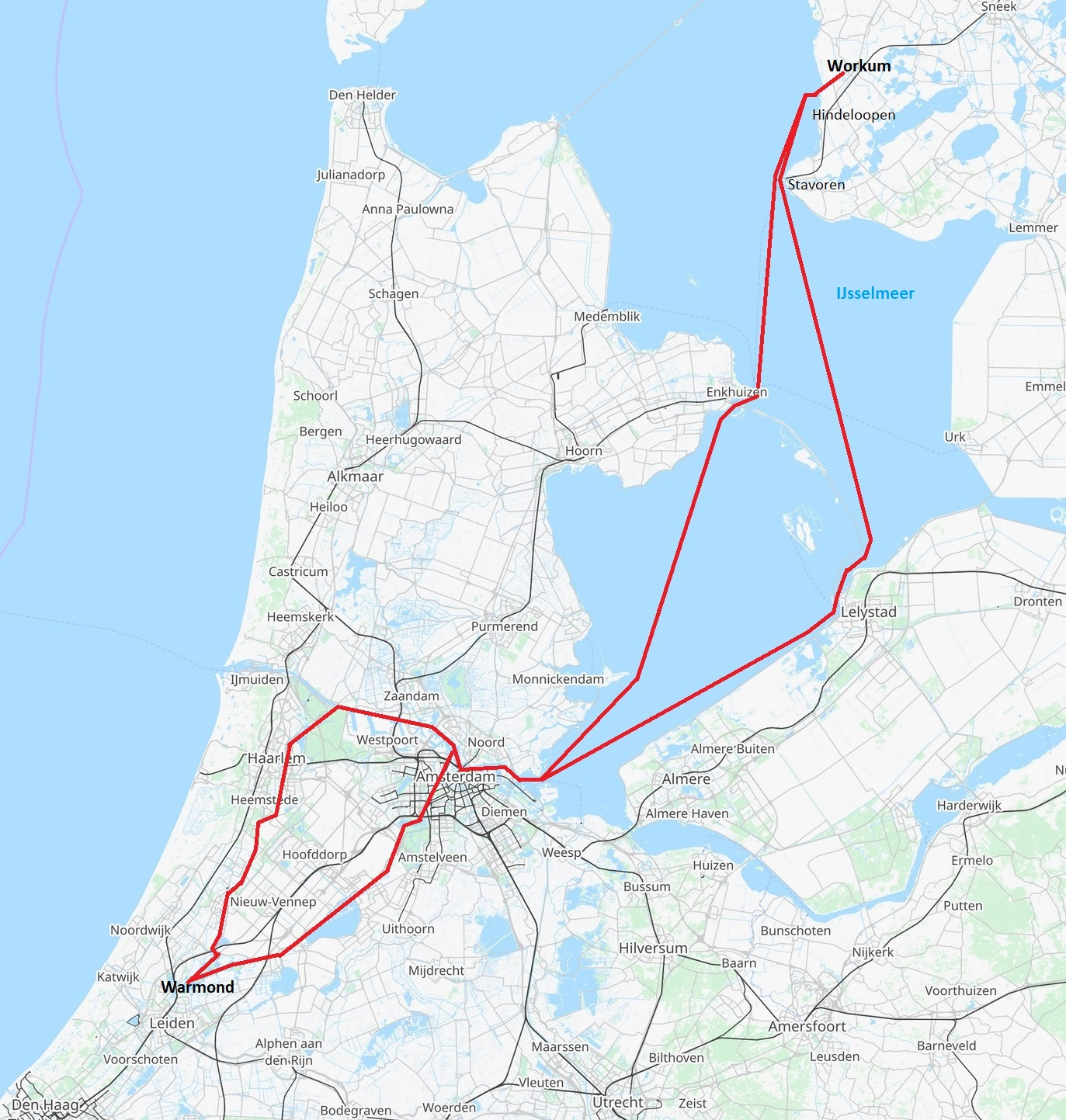
Routekaart Strontrace

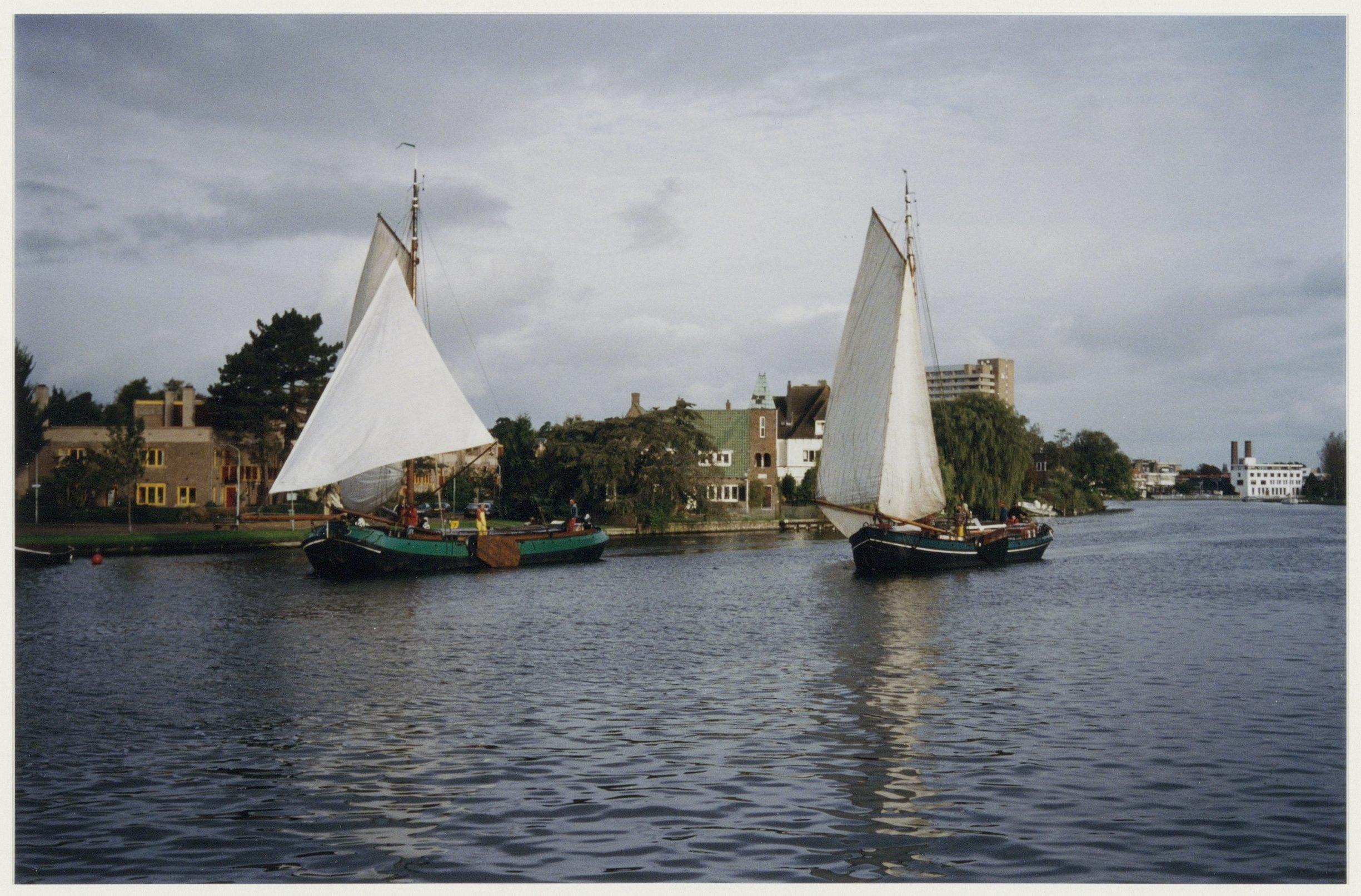
Deelnemers op het Zuider Buiten Spaarne bij Haarlem in 1997

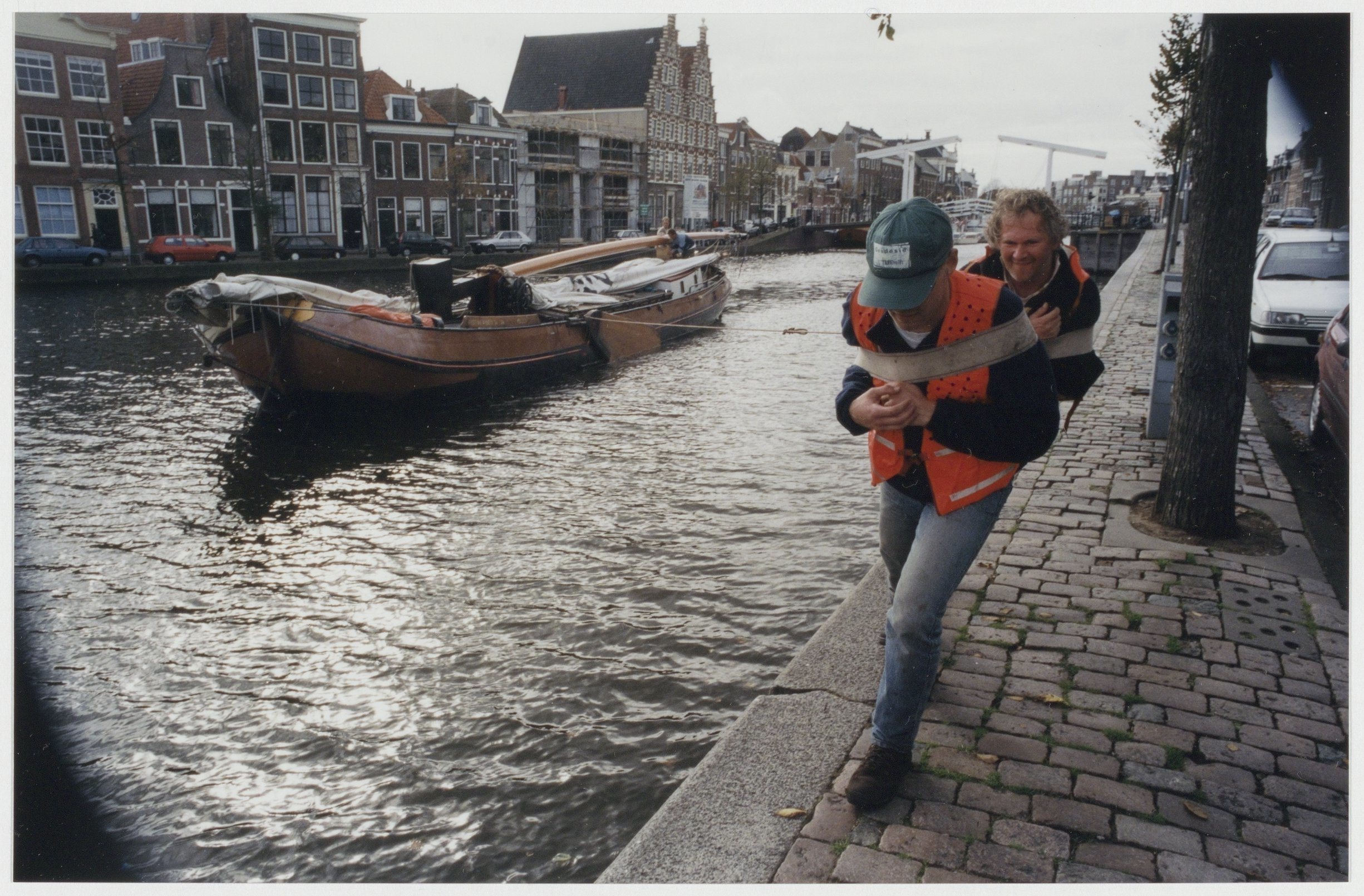
De schuit wordt door de bemanning door het Spaarne, Haarlem, gejaagd (1996).

De Strontrace is een zeilwedstrijd in Nederland. De start is in Workum, waarna via het IJsselmeer naar de Bollenstreek wordt gevaren waar vanouds verse koemest, nu gedroogde koemest, moet worden afgeleverd. Vervolgens moet naar Workum worden teruggekeerd. Het eerste jaar voer de race naar Sassenheim, sindsdien is Warmond het keerpunt. De Strontrace recreëert de historische vaarroute waarbij mest van Friese boeren naar de Hollandse geestgronden werd vervoerd.
De Strontrace wordt vanaf 1974 elk jaar gehouden in de herfstvakantie van het Noorden en is onderdeel van de Strontweek in Workum, die verder bestaat uit het Beurtveer, de Visserijdagen en het Liereliet. De Strontweek wordt ook wel de ‘oefening onder zeil’ genoemd. De race is een idee van Reid de Jong.

## Racedoel
De bedoeling van de Strontrace is zo snel mogelijk een aantal zakken gedroogde koemest naar Warmond te vervoeren, hierbij mag alleen gebruik worden gemaakt van zeilkracht en handkracht. Bij ongunstige wind wordt het schip voortgetrokken door middel van jagen of voortgeduwd door te bomen. Aan de strontrace mogen alleen historische schepen meedoen in verband met het historische karakter van de race, daardoor wordt er voornamelijk met skûtsjes en tjalken en (kleine) klippers gezeild.

## Route
Vanuit de havenkom van Workum voert de route over het kanaal It Soal en het IJsselmeer naar Amsterdam. Op het Buiten-IJ, het IJ en het Noordzeekanaal moet verplicht gemotord worden ("op stoom"). Dan kan de route op twee manieren afgelegd worden. De eerste optie is via Amsterdam door de Kostverlorenvaart en de Schinkel naar het Nieuwe Meer en verder de Ringvaart van de Haarlemmermeerpolder af naar Warmond. De andere optie is via de historische route Spaarndam met de Kolksluis Spaarndam, de Spaarne, Haarlem, Ringvaart, de Kagerplassen en de Warmonder Leede naar Warmond. Na het keerpunt in Warmond moet teruggekeerd worden via de andere weg.
De strontrace wordt door velen gezien als de zwaarste tocht met historische schepen. Er wordt namelijk non-stop, dus dag en nacht, gevaren. Het bij ongunstige wind bomen en jagen vereist vooral veel uithoudingsvermogen en vakmanschap.